# 名古屋市科学館
名古屋市科学館（なごやしかがくかん）は、愛知県名古屋市中区の白川公園（芸術と科学の杜）内にある市立の科学館。市政70周年の記念事業の一環として建設された。世界最大級のプラネタリウムを擁する。

## 概要

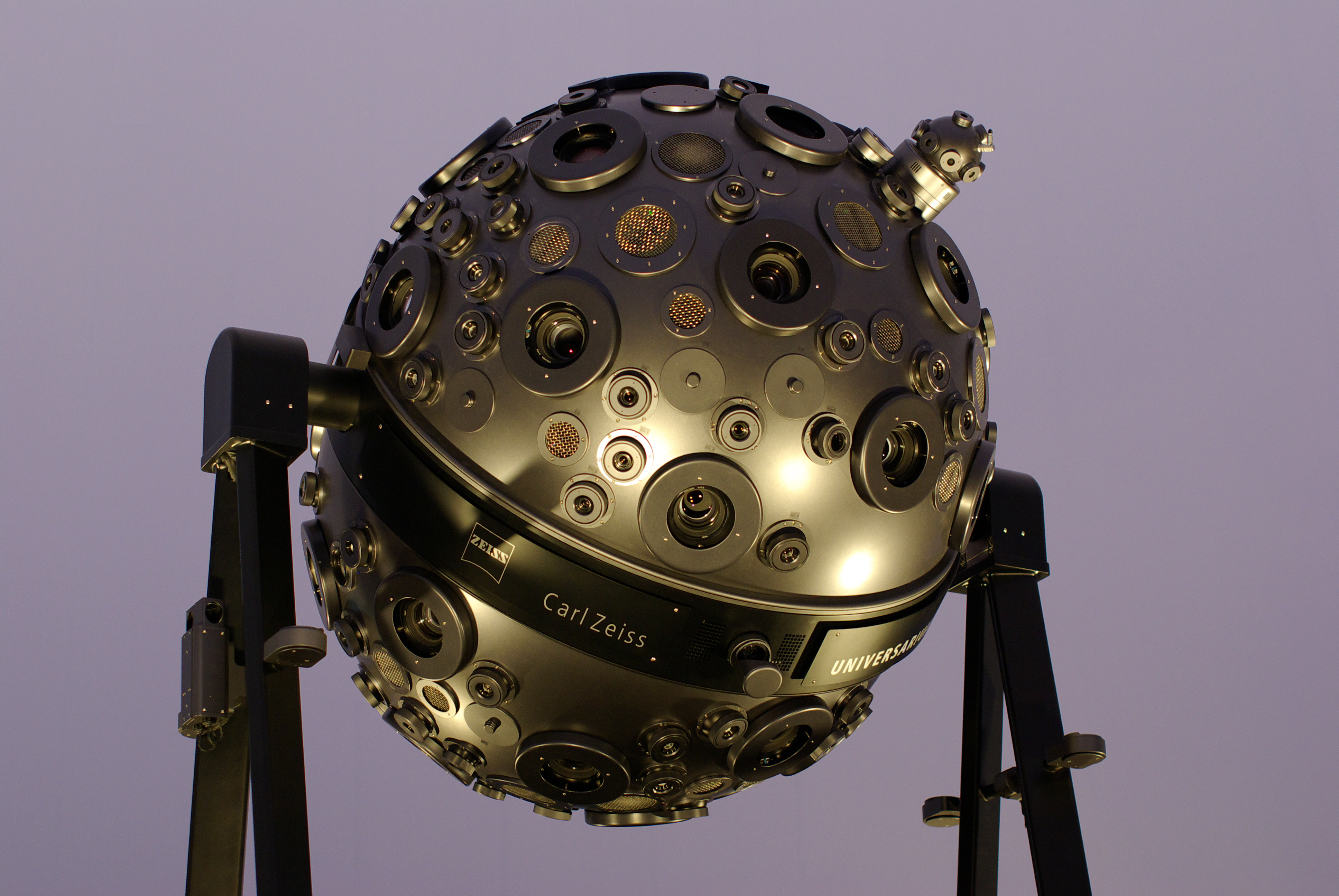
新プラネタリウムのカール・ツァイス製ユニバーサリウムIX（9）型投影機

1962年（昭和37年）11月3日にプラネタリウムをメインとした「天文館」（てんもんかん）が、2年後の1964年（昭和39年）11月1日に物理・原理・技術といった内容を紹介する「理工館」（りこうかん）が開館。1989年（平成元年）4月29日には、生命・生活・環境を紹介する「生命館」が開館するとともに既存館の大改修も行われ、総合科学博物館としてリニューアルされた。
テーマは「みて、ふれて、たしかめて」。展示室14フロアに実際に触れて体験出来る展示物があり、実験・実演ショーも1日数回行われる。当科学館の目玉であるプラネタリウムは月ごとにテーマを替えて、星の神話以外にも、その月の天文現象や宇宙の膨張、ブラックホールといった天文学的な内容までも、学芸員自らが制作したCGや最新映像機器等を駆使しながら分かりやすく解説する。
2011年（平成23年）3月19日よりリニューアルオープンした。
2013年（平成25年）3月26日には地球科学等の自然科学分野における教育・研究活動の連携のため、名古屋大学博物館と相互協力に関する協定書を締結した。
2016年（平成28年）度博物館・美術館入場者数ランキングでは、138万人を記録し、全国の博物館・美術館の中では第6位だった。
2021年（令和3年）3月23日には、生命館地下2階にあるサイエンスホール内に愛知県内にゆかりのあるノーベル賞受賞者の業績を紹介する「あいち・なごやノーベル賞受賞者記念室」が開設された。
公式マスコットキャラクターとして、当館の展示趣旨の頭文字からとった「アサラ」が存在する。

## アクセス
- 名古屋市営地下鉄
  - 東山線・鶴舞線「伏見駅」5番出口から南へ徒歩で約6分。
  - 鶴舞線「大須観音駅」4番出口から北へ徒歩で約8分。
- 名古屋市営バス「白川公園」停留所から北へ徒歩で約3分。「広小路伏見」停留所から南へ徒歩で約6分。
- 名鉄バス「伏見町」停留所から南へ徒歩で約4分。「白川公園前」停留所から北東へ徒歩で約6分。

## 新館の建設

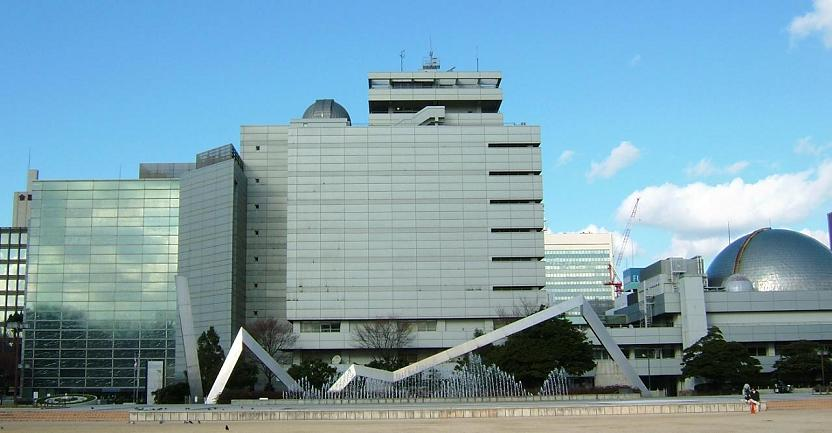
新館建設前の名古屋市科学館（2005年（平成17年））

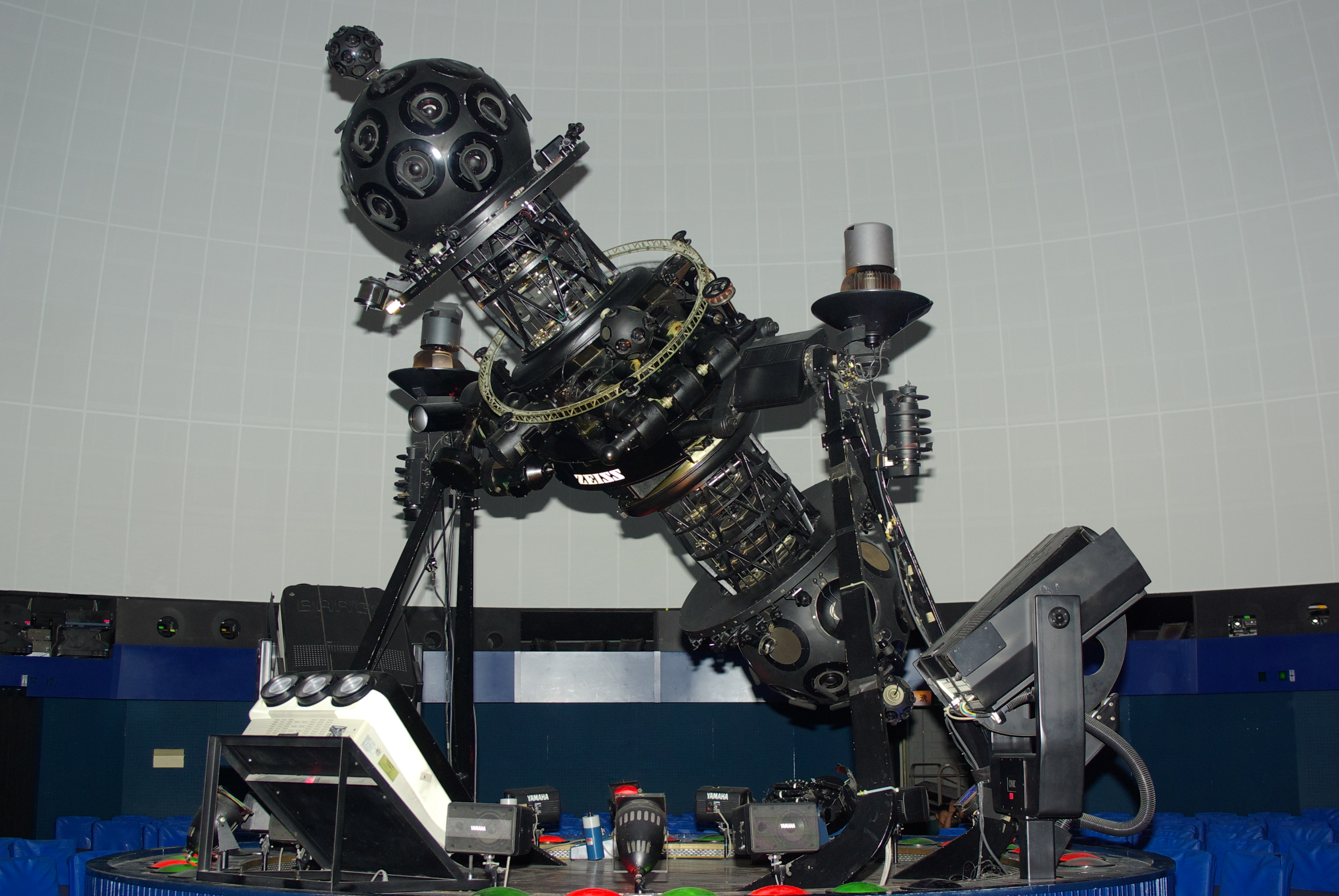
1962年（昭和37年）11月3日のプラネタリウム開館以来、2010年（平成22年）8月31日まで稼動してきたツァイスIV型投影機（現在は退役）

既存の天文館と理工館の2館は、築後40年余りが経過し建物や設備が老朽化してきていること、生命館に比べ天井の高さが低く展示に制限があること、優先的に耐震対策が必要な施設（II-2）と判定されたことなどから、天文館と理工館に替わる「新館」を建設することとなった。天文館と理工館の北側にある駐車場が閉鎖され、新館はその敷地に旧天文館と旧理工館とに隣接するかたちで建設された。新館の名称は旧名称を受け継ぎ、プラネタリウムと天文学関係の展示室を含む球体部分が「天文館」、その西側部分が「理工館」となった。新館は地上7階・地下2階建てで、2006年（平成18年）度に基本設計、2007年（平成19年）度に実施設計を行い、2008年（平成20年）度に建築工事が開始された。
2011年（平成23年）3月19日に完成・リニューアルオープンした。建設工事中も2010年（平成22年）の8月末までは通常どおり開館し、2010年（平成22年）9月1日秋から新館開館までの約5ヶ月間のみ閉館。新館開館後の名古屋市科学館は、現生命館と新館の2つの建物及び屋外展示（屋外展示の公開は平成23年秋）で構成されている。なお生命館はCOP10開催のため10月末まで開館した。
2010年（平成22年）6月10日には、世界最大となるドーム直径35mのプラネタリウムの建設が完了した。プラネタリウムの光学式投影機はカール・ツァイス製「ユニバーサリウム9型」（type UNIVERSARIUM Model IX）が、デジタル投影装置はコニカミノルタプラネタリウムのデジタルスカイIIが導入された。また、プラネタリウムはブラザー工業が2016年（平成28年）3月31日までの契約で命名権を取得（年間3,650万円）し、2016年（平成28年）4月1日から2021年（令和3年）3月31日までの契約で命名権を再度取得している。いずれの契約においても「Brother Earth」（ブラザーアース）の愛称が付けられている。また2021年（令和3年）4月1日以降の命名権はNTPホールディングスが取得し、それに伴い愛称が「NTPぷらねっと」に変更されている。なお、旧天文館で使用されていた投影機（カール・ツァイスIV型）は新天文館に移設され、一部機能を稼動可能な状態で展示されている。
また大型展示として、地球上の水の循環をモチーフとし水に触れて楽しめる「水のひろば」、高さ9mの「竜巻ラボ」、120万ボルトの放電が可能な大型テスラコイル2機がある「放電ラボ」、マイナス30℃を体感できる「極寒ラボ」がある。
2011年（平成23年）11月6日には、H-IIBロケットの開発試験で使われた機体と、国際宇宙ステーションの日本実験棟きぼう与圧部の構造試験モデルが、屋外展示スペースに設置された。
2011年（平成23年）12月、プラネタリウムが、世界最大としてギネス世界記録に認定された。

### 整備方針
- 科学の面白さを感じることができる科学館
- 何度も行きたくなる科学館
- 科学好き、科学館好きの子どもを育てる科学館
- 地球環境時代の科学館
- 連携する科学館

### 展示・プラネタリウムについての整備方針
- 生活体験や社会的話題の視点を取り入れた展示構成
- 科学好きの子どもを育てる創作・実験活動の充実
- 多くの人が楽しめるダイナミックな体験型展示の導入
- 展示全体において、環境問題を考える要素を設定
- プラネタリウムを世界水準の設備に更新

## 近隣の施設
- 名古屋市美術館：愛知県名古屋市中区栄二丁目17-25（白川公園内）
- でんきの科学館：愛知県名古屋市中区栄二丁目2-5
- 名古屋市環境学習センター（エコパルなごや）[11]：愛知県名古屋市中区栄一丁目23-13　伏見ライフプラザ13階